# Reflexvisier

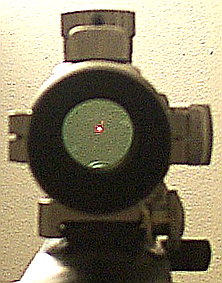
Blick durch ein Reflexvisier

Ein Blick durch ein Reflexvisier vom Typ Mark III Free Gun Reflector Sight aus verschiedenen Blickrichtungen

Ein Reflexvisier bzw. Kollimatorvisier ist ein optisches Visier für Schusswaffen und kleinere astronomische Fernrohre. Die moderne Bauform wird als Leuchtpunktvisier, Rotpunktvisier, Leuchtpunktzielgerät oder nach dem Hersteller als Red Dot oder Aimpoint bezeichnet. Im Bereich der Astronomie spricht man von Suchern.
Die ersten modernen Leuchtpunktvisiere für Handfeuerwaffen stammen von dem schwedischen Unternehmen Aimpoint.
Im Gegensatz zum Zielfernrohr bietet ein Reflexvisier keine oder nur eine geringe Vergrößerung, ist dafür aber parallaxenfrei. Das Ziel wird dabei, anders als beim Zielfernrohr, mit beiden Augen erfasst. Durch die Bauweise kann sowohl präzise als auch sehr schnell über kurze und (kürzere) mittlere Distanzen (100 m bis 150 m wie beim G36) ein Ziel im Schulteranschlag bei Langwaffen anvisiert werden. Treffer bis in untere Langdistanzen sind abhängig von der gestreckten Geschossflugbahn möglich.
Das Reflexvisier gibt im Unterschied zu einem Zielpunktprojektor keinen aktiven Lichtstrahl ab, der in Verbindung mit der Waffe zum Suchen, Zielen und schnellen Erfassen in der Dämmerung und bei Nacht, zum treffsicheren Schießen aus dem Hüftanschlag durch Beleuchten des Ziels dient. Reflexvisiere eignen sich auch für das Gefecht im bebauten Raum (CQB, „Close Quarters Battle“).
Frühe Systeme fanden sich bei den Bordwaffenvisieren der Jagdflugzeuge des Zweiten Weltkriegs und in den Ringvisieren der Flakwaffen, die unter Nutzung des Effekts der Newtonschen Ringe konstruiert waren.

## Prinzip

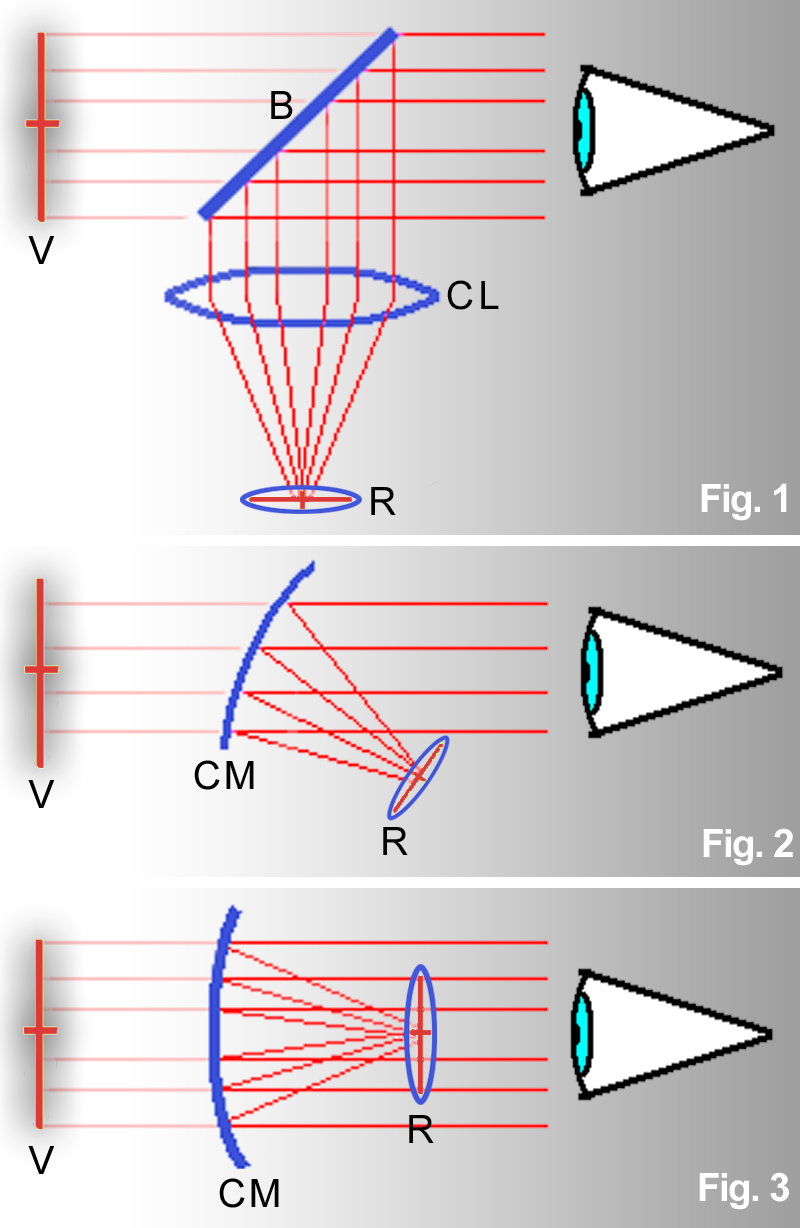
Diagram der drei Varianten. CL: Kollimatorlinse, B: Strahlteiler, V: Virtuelles Bild, R: Absehen, CM: gekrümmte Spiegel

Ein leuchtender Zielpunkt (oder auch ein anderes Absehen) wird über einen halbdurchlässigen Spiegel in das Auge des Schützen reflektiert. Eine Linsenoptik (Kollimator) sorgt dafür, dass dieses Absehen dem Schützen im Unendlichen (oder aber bei näher liegendem Ziel entsprechend näher fokussiert) erscheint. Der Schütze sieht also gleichzeitig durch den halbdurchlässigen Spiegel das Ziel und das über den Spiegel reflektierte Absehen. Da der Lichtstrahl des Absehens genau aus der Richtung der Visierlinie in das Auge fällt, erscheint das Absehen unabhängig von der relativen Position des Auges zur Visiereinrichtung immer am richtigen Ort.
Grundsätzlich werden drei Arten unterschieden:
1. Das Absehen sowie die Kollimatorlinse befinden sich im rechten Winkel zum Strahlengang des betrachteten Ziels. Die beiden Bilder werden über einen Strahlteiler bzw. eine Glasplatte gemischt. Diese Art benötigt viel Platz und wird vor allem in Head-up-Displays von Flugzeugen verwendet.[2]
2. Eine kompaktere Art nutzt einen gekrümmten dichroitischen Spiegel, welcher sowohl das Absehen fokussiert als auch die beiden Bilder mischt. Diese Art wird vielfach als Leuchtpunktvisier an Handfeuerwaffen verwendet.[3]
3. Bei dem Typ von L.E.W. van Albada liegt das Absehen zwischen dem Betrachter und dem gekrümmten Spiegel. Das Absehen selbst ist zu nahe um im Fokus des Betrachters zu sein, aber der gekrümmte Spiegel mischt die beiden Bilder in der Unendlichkeit. Diese Art wurde als Sucher für Kameras, aber auch als Waffenvisier, beispielsweise bei der Bazooka, verwendet.[4]

## Vorteile gegenüber anderen Visieren

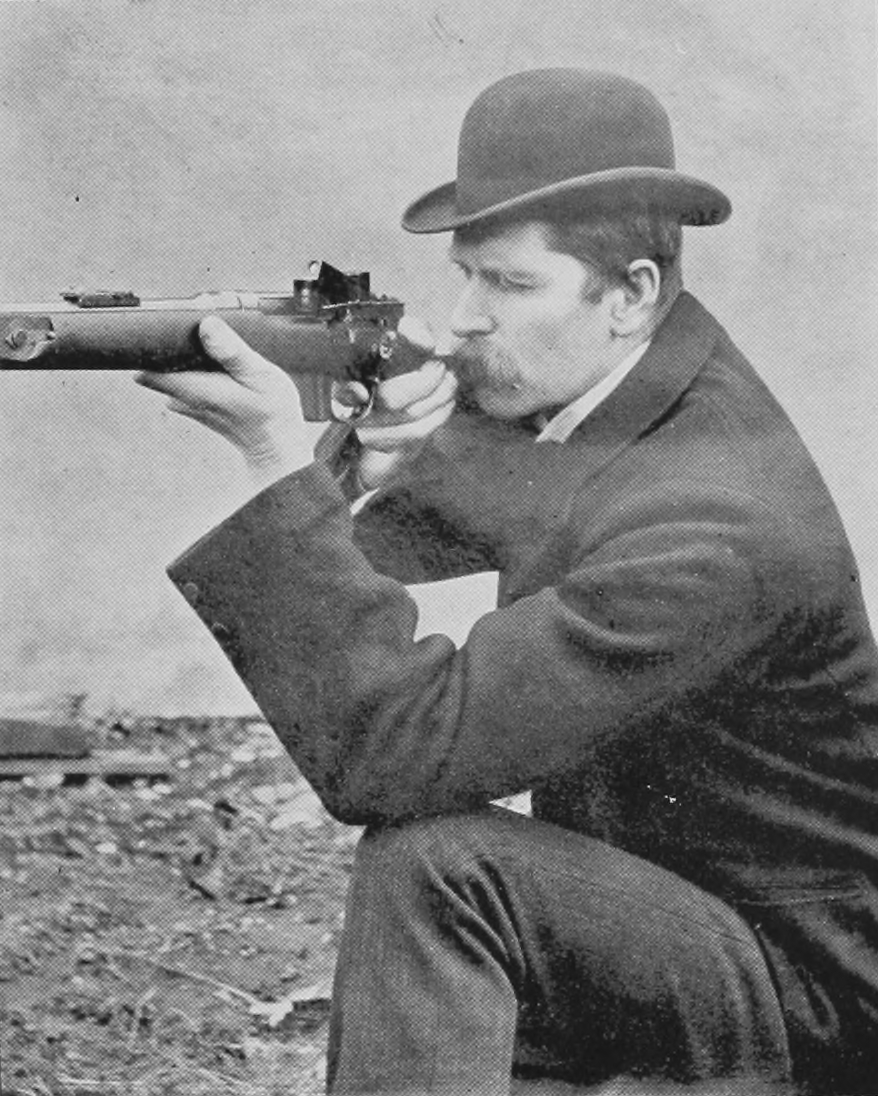
Prototyp eines frühen Reflexvisiers, nach einem Patent von Howard Grubb, ca. 1901

- Das Ziel wird mit beiden Augen anvisiert – das räumliche Sehen und das volle Gesichtsfeld bleiben erhalten.
- Die beim Visieren über Kimme und Korn üblichen Zielfehler Feinkorn, Vollkorn oder geklemmtes Korn gibt es beim Reflexvisier nicht.
- Da der Zielpunkt mittels Optik ins Unendliche abgebildet wird, können die Augen Zielpunkt und Ziel gleichzeitig fokussieren. Das ist bei Kimme und Korn, die viel näher am Schützen liegen, nicht möglich, so dass immer entweder die Visiereinrichtung oder das Ziel leicht unscharf gesehen werden.
- Der leuchtende Zielpunkt macht ein Visieren auch bei Dunkelheit möglich, solange das Ziel selbst noch sichtbar ist. Um durch den Leuchtpunkt selbst nicht geblendet zu werden, lässt sich dessen Helligkeit meist einstellen.
- Im Gegensatz zu jeder Art von Zielbeleuchtung (wie Laser oder an die Waffe montierte Lampe) ist ein Reflexvisier in Deutschland auch für das Jagd- und Sportschießen nach dem Waffenrecht zulässig. Das Ziel wird nicht wie bei den Zielbeleuchtungsverfahren darauf aufmerksam gemacht, dass es anvisiert wird.

## Nachteile
- Zieloptiken wie Reflexvisiere können bei plötzlichem starken Temperaturabfall oder versehentlichem Anhauchen bei niedrigen Temperaturen beschlagen; eine Ausnahme sind neuere Typen mit einer Lotoseffekt-Beschichtung.
- Sonnenlicht kann von der Linse des Reflexvisiers reflektiert werden und von Wild oder einem Gegner bemerkt werden; dies gilt allerdings auch für jede andere Form von optischen Zielhilfen. Als „Killflash“ vertriebene wabenartige Einsätze verhindern die Reflexion.
- Die meisten Reflexvisiere benötigen eine zusätzliche Energiequelle für den Leuchtpunkt. Einzelne Modelle arbeiten mit Hilfe von Lichtleitern bei Tageslicht ohne zusätzliche Energiequelle oder verwenden die in manchen Staaten verbotenen Tritium-Lichtquellen, die länger als zehn Jahre funktionieren.
- Reflexvisiere tragen bei Faustfeuerwaffen stark auf. Die Waffen lassen sich mit diesen Visieren nicht in den üblichen Holstern führen; bei Faustfeuerwaffen sind Laserprojektoren wegen der Deutschussfähigkeit daher überlegen.

## Montage
Durch ihr geringes Gewicht lassen sie sich auf fast allen Handfeuerwaffen montieren. Montiert werden Reflexvisiere bei Schusswaffen normalerweise auf Picatinny-, Weaver-, 11-mm-Prismenschienen oder Suhler Einhakmontagen, die wiederum auf dem Waffenlauf befestigt sind. Eine Montage anstelle eines Zielfernrohrs ist meist möglich, in Verbindung mit einer Wechselmontage auch im Wechsel mit einem Zielfernrohr. Eine Montage mit einem Laser-Licht-Modul oder nur einem Weißlicht in gleicher Höhe ist möglich, jedoch nur für Behördenwaffen in Deutschland erlaubt. Die Montage eines LLM vorne führt zu einer Veränderung des Haltepunktes. Bei Pistolen werden sie auch auf Bridgemontagen befestigt, die dann allerdings eine Visierung über Kimme und Korn nicht mehr zulassen.

## Ableger
- Die weitgehend verschränkungs- und parallaxenfreien Reflexvisiere finden sich auch bei Messgeräten und Kameras (im Leuchtrahmensucher) wieder.
- Auf astronomischen Teleskopen im Amateurbereich werden Zielvorrichtungen wie der Telrad-Sucher verwendet.